# Frankenia punctata
Frankenia punctata är en frankeniaväxtart som beskrevs av Porphir Kiril Nicolai Stepanowitsch Turczaninow. Frankenia punctata ingår i släktet frankenior, och familjen frankeniaväxter. Inga underarter finns listade i Catalogue of Life.